# Celonites zavattarii
Celonites zavattarii är en stekelart som beskrevs av Giordani Soika 1944. Celonites zavattarii ingår i släktet Celonites och familjen Masaridae. Inga underarter finns listade.